# Ostriłowo
Ostriłowo (ros. Острилово) – wieś (dieriewnia) w Rosji, w obwodzie pskowskim, w rejonie niewielskim. W 2010 liczyła 8 mieszkańców.